# Fleischmann Gyula
Fleischmann Gyula (Kassa, 1889. szeptember 21. - Tihany, 1969. június 27.) politikus, publicista.

## Élete
Budapesten szerzett magyar–latin–német szakos tanári képesítést, majd a kassai főreáliskolában tanított. Az csehszlovák államfordulat után állásából elbocsátották. Az Országos Keresztényszocialista Párt egyik megszervezője, egy ideig kerületi főtitkára. 1928–1935 között tartományi képviselő volt. 1939-től Budapesten a Vallás- és Közoktatási Minisztérium tanácsosa volt.
Szerkesztette az OKP A Nép, illetve Keresztény munkás című lapjait, valamint ezek szlovák nyelvű változatait.

## Művei
- 1912: A cigány a magyar irodalomban,
- A szocializmus fejlődése (é. n.)
- 1927: Az olasz fasizmus
- 1939: Csehszlovákia művelődéspolitikája és a magyar kisebbség,